# Leciophysma finmarkicum
Leciophysma finmarkicum är en lavart som beskrevs av Theodor 'Thore' Magnus Fries. Leciophysma finmarkicum ingår i släktet Leciophysma, och familjen Collemataceae. Enligt den finländska rödlistan är arten nära hotad i Finland. Arten är reproducerande i Sverige. Artens livsmiljö är kalkklippor och kalkbrott, inklusive bar kalkjord.